# Skřivánek krátkoprstý

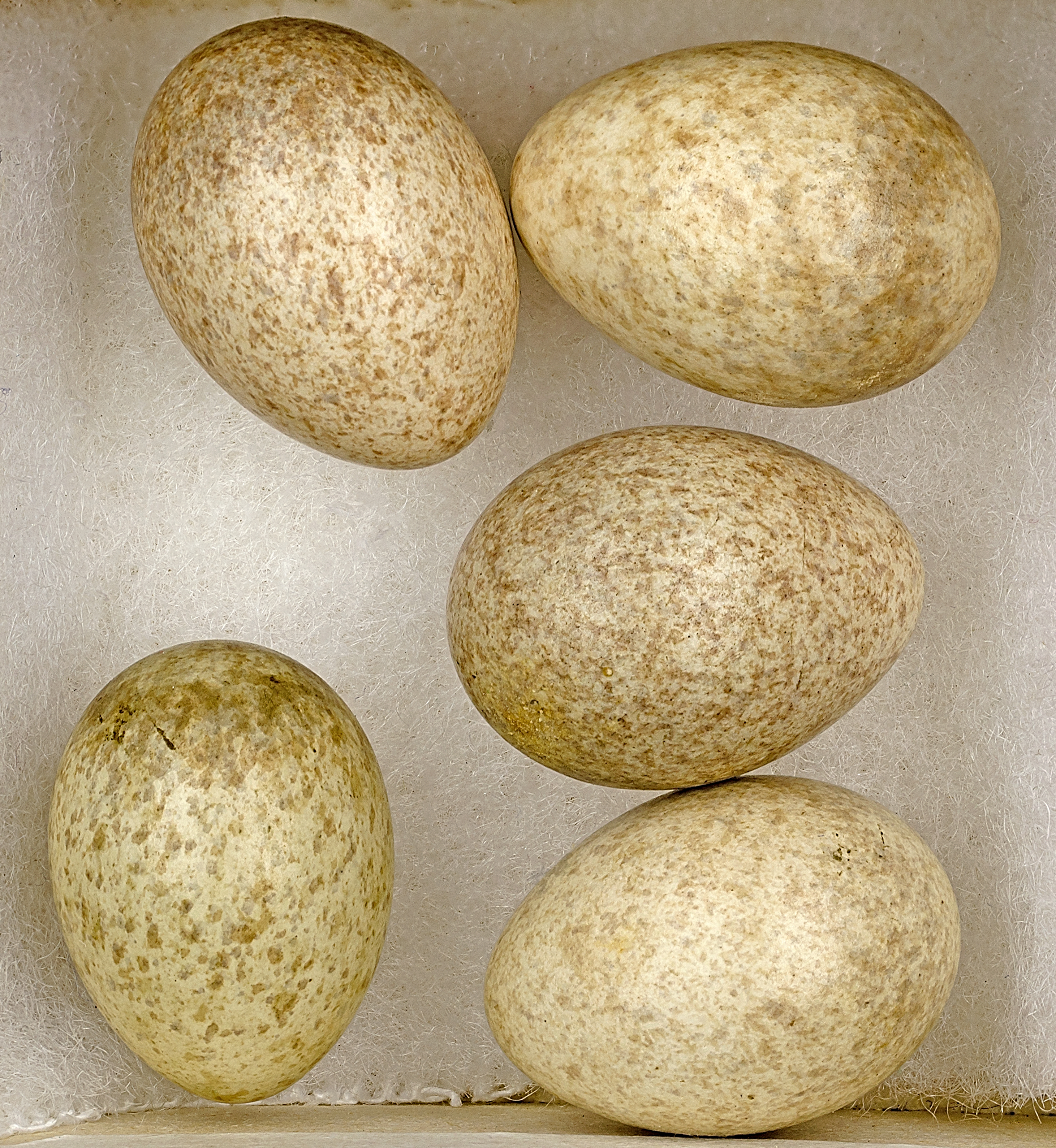
Calandrella brachydactyla

Skřivánek krátkoprstý (Calandrella brachydactyla) je pták z čeledi skřivanovití. Živý se drobnými semeny a hmyzem, a je nejhojnějším skřivanem jižní Evropy. V zimě utváří velká kompaktní hejna.

## Popis
Dorůstá délky 14–16 cm. Pro srovnání – je menší než vrabec domácí. Celkově je světle zbarvený. Má neskvrnitě bělavou spodní stranu těla a nápadně světlou, mohutně proužkovanou svrchní stranu těla. Po stranách hrudi se obvykle nachází tmavá skvrna, někdy je tato skvrna tvořena pouze několika čárkami. Na rozdíl od skřivánka menšího nemá nikdy čárkovanou celou hruď. Temeno je skořicově hnědé. Dlouhé ramenní letky dosahují téměř ke špičkám křídel. Nad očima má široký špinavě bílý nadoční proužek. Zobák je špičatý a světlý.
Zpěv je jasný a jemný, většinou zpívá v letu vysoko nad hnízdištěm. Ráno a za soumraku zpívá někdy také z posedu na vyvýšeném místě.

## Rozšíření
Skřivánek krátkoprstý Je rozšířen v jižní Evropě, severní Africe a v palearktické oblasti přes Turecko a jižní Rusko až do Mongolska. Každoročně zalétá koncem jara a na podzim do Británie.

## Potrava
Někteří skřivanovití se živí pouze semeny, ale skřivánek krátkoprstý se kromě drobných semen živí také hmyzem. V obdobích sucha, kdy je nedostatek potravy přelétají často hejna skřivánků na vhodnější stanoviště. Hejna často ráno létají k vodě na svých "oblíbených" místech.

## Rozmnožování
Hnízdí v otevřených suchých oblastech. Miskovité hnízdo staví na zemi, většinou na úpatí keře nebo trnité rostliny. Samice snáší dvě až pět vajec, možná i šest. Mláďata opouští hnízdo dřív, než se naučí létat.